# Гільєрмо Ендара Галімані
Гільєрмо Енда́ра Галіма́ні (ісп. Guillermo David Endara Galimany; 12 травня 1936, Панама — 28 вересня 2009, там же) — 39-й президент Панами (20 грудня 1989 — 1 вересня 1994).

## Життєпис
Закінчив юридичний факультет Панамського університету, потім здобув додаткову вищу освіту в Нью-Йоркському університеті.
Політичну кар'єру розпочав 1961 року як один із засновників «Панаменістської партії» (ісп. Partido Panameñista), очолюваної Арнульфо Аріас. Через три роки, у 1964 році програв вибори на посаду депутата. Невдача була пов'язана з корупційним скандалом у рядах панаменістів.
Після цієї невдачі Ендара не виходить з політичної тіні Аріаса, і в 1968 році, коли Аріас уже втретє приходить до влади, Ендара отримує портфель міністра планування та економічної політики. Однак правління Арнульфо Аріаса цього разу тривало всього 11 днів і, як і в попередні два рази, було повалено внаслідок військового перевороту. Ендара йде в підпілля, але в 1971 році він заарештований, ув'язнений, а потім висланий у США.
У 1977 році разом з іншими панамськими опозиціонерами Ендара повертається в Панаму і, фактично очоливши панаменістську партію, ратує за повернення у владу Аріаса, «тричі поваленого президента Панами».
У 1989 році Ендара укладає союз з рядом опозиційних партій і висуває свою кандидатуру на президентських виборах. 7 травня 1989 року Ендара разом зі своїми двома кандидатами у віцепрезиденти, Рікардо Аріас і Гільєрмо Фордом, очолив демонстрацію на знак протесту проти фальсифікації виборів Мануелем Нор'єгою.
3 жовтня 1989 року група офіцерів панамської армії за підтримки США зробили спробу збройного перевороту з метою усунення Нор'єги. Керівниками змовників були офіцери — майор Мойсес Гірольді Вега, полковник Г. Вонг, полковник Оу Вонг і підполковник Паласіос Гондола. В ході спроби перевороту були вбиті майор Вега і 9 інших змовників, ще 37 учасників перевороту були заарештовані. Негайно після придушення змови Нор'єга ініціював розслідування, в результаті якого ряд військовослужбовців панамської армії були заарештовані, розстріляні або втекли з країни. Уряд США засудив дії Нор'єги. 7 жовтня 1989 був затриманий керівник опозиції Гільєрмо Ендара — в результаті розслідування було встановлено, що він знав заздалегідь про підготовку перевороту, дату і час збройного виступу: за дві години до початку путчу він покинув хмарочос «Вальяріно» (в якому проводив «голодування протесту» в присутності журналістів) і з'явився тільки через 48 годин після закінчення операції з роззброєння змовників.
20 грудня 1989 почалося вторгнення США в Панаму, в ході якого уряд Панами було повалено. У той же самий день Гільєрмо Ендара був доставлений на військову базу США, на території якої він був приведений до присяги як новий президент Панами.
Негайно після приходу до влади Ендара почав кампанію боротьби з увічненням пам'яті про президента Торріхосу, який виступав за націоналізацію зони Панамського каналу. Уже в перші три місяці після вторгнення були видані нові шкільні підручники, в яких ера правління Торріхоса і Нор'єги була названа як «21 рік військової диктатури»; також були перейменовані міжнародний аеропорт Панами і муніципальний стадіон, раніше названі ім'ям Торріхоса.
10 лютого 1990 Гільєрмо Ендара Галімані оголосив про розформування збройних сил Панами (Fuerzas de Defensa de Panamá).
У серпні 1990 р. відбувається перша криза уряду, несподівано відправлений у відставку начальник поліції.
До середини 1992 року Гільєрмо Ендара підтримували лише 12 % населення країни
У 1994 році Ендара не брав участі в чергових президентських виборах.